# Salerno Capitale
Salerno Capitale est un terme familier et emphatique faisant référence à la période de cinq mois allant du 11 février au 15 juillet 1944, durant laquelle Salerne était le siège provisoire du gouvernement italien pendant la Seconde Guerre mondiale. 
La ville, comme Brindisi avant elle, fut le siège de l'exécutif mais ne fut jamais proclamée capitale constitutionnelle, qui resta donc formellement Rome.

## Situation historique

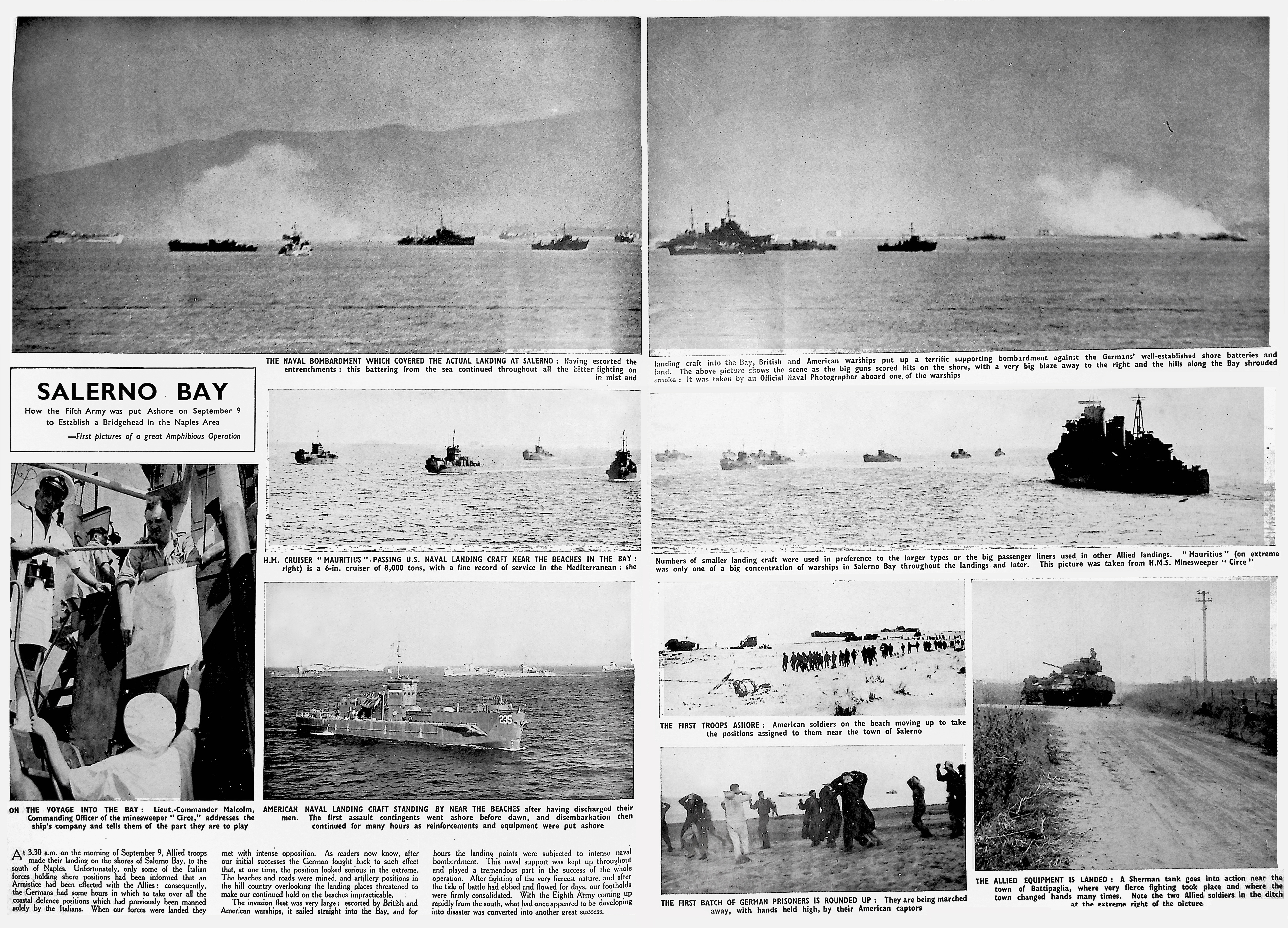
Double page sur les opérations à Salerno

En septembre 1943, pendant la Seconde Guerre mondiale, la ville de Salerne (et la côte de son golfe, jusqu'à Agropoli) a été le théâtre des débarquements (Opération Avalanche) par lesquels les Alliés ont accédé à la côte tyrrhénienne de la péninsule italienne et ont ouvert la voie à la progression vers Rome.

« À partir du 11 février 1944 à 0h00, l'exercice de tous les pouvoirs de l'Etat est repris par le gouvernement italien dans les territoires suivants, jusqu'alors sous administration militaire alliée". Par ces mots, le roi d'Italie Vittorio Emanuele III sanctionne la reprise par le gouvernement italien de ses pouvoirs sur les territoires libérés de l'occupation allemande. En même temps, il s'agit du dernier acte du "gouvernement des sous-secrétaires", créé à Brindisi durant l'été 1943 pour diriger le Royaume du Sud, et du premier décret émis à Salerne. "Les Nations unies, écrit le maréchal Pietro Badoglio dans le décret officiel, adhérant à la demande du gouvernement, ont ordonné que la majeure partie de notre territoire jusqu'à présent occupé par les forces alliées nous soit restituée. Par conséquent, tous les territoires de la péninsule, au sud des limites septentrionales des provinces de Salerne, Potenza et Bari, reviennent à l'administration italienne »

— Carlo Alfani
Dans la période qui a suivi le débarquement (plus précisément à partir du 11 février 1944), la ville a accueilli les premiers gouvernements de l'Italie post-fasciste et la famille royale, devenant ainsi la capitale de facto jusqu'après la libération de Rome (5 juin 1944). C'est à ce moment-là qu'a lieu le Svolta di Salerno (« tournant de Salerne  »), au cours duquel les antifascistes, la monarchie et Badoglio trouvent un compromis pour un gouvernement d'unité nationale.

## Événements historiques
Début 1944, la ville de Salerne est choisie pour accueillir le premier gouvernement Badoglio après Brindisi, siège du Roi et de son cabinet depuis le 9 septembre 1943 : du 11 février au 15 juillet 1944, Salerne est donc le siège du gouvernement et la résidence royale.

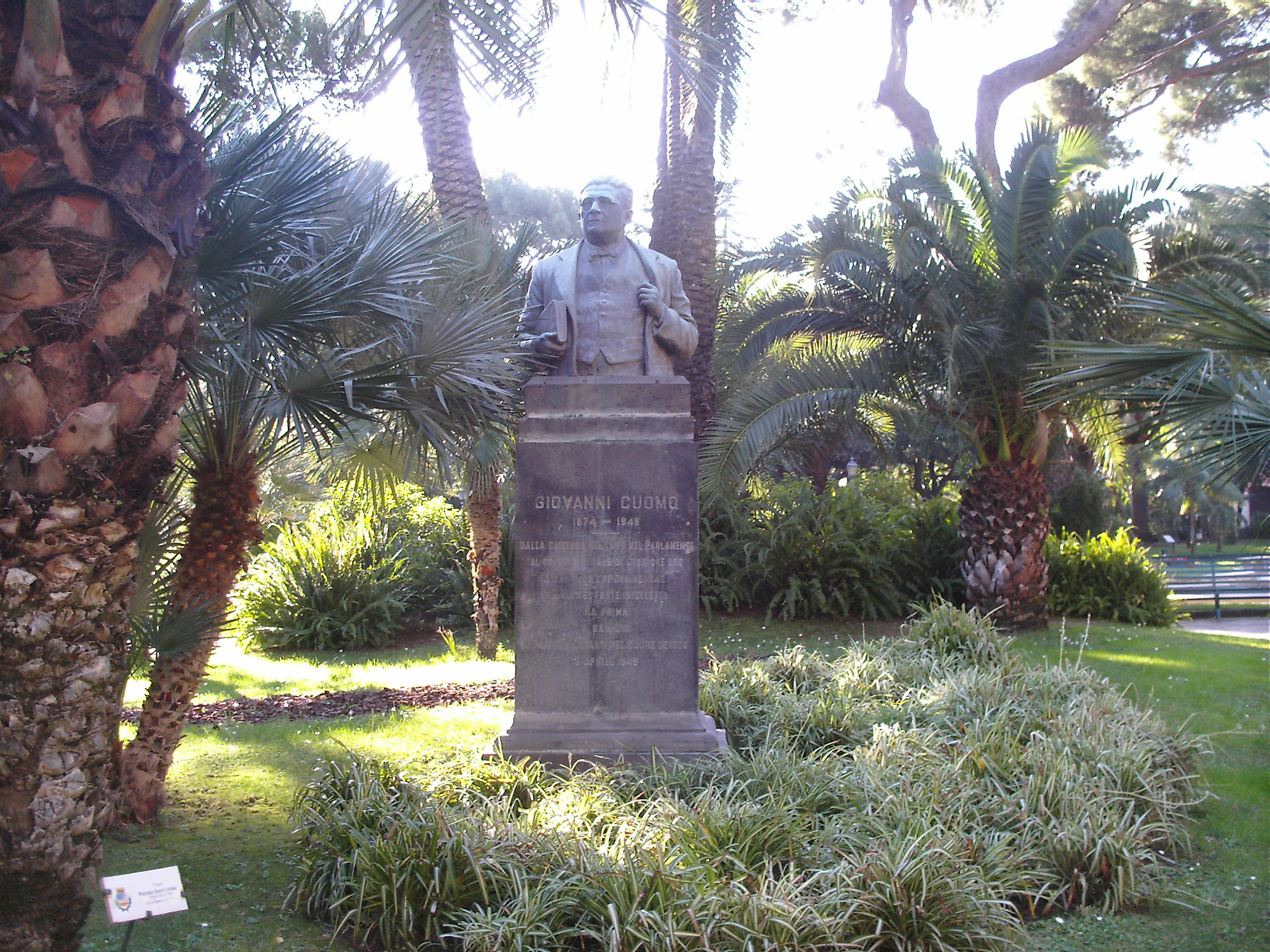
Statue du ministre de Salerne, Giovanni Cuomo, dans la Villa Comunale de Salerne.

À Salerne, la présidence du Conseil, le ministère de l'Intérieur et le ministère de l'Éducation nationale sont logés au Palazzo Comunale, tandis que le ministère des Travaux publics et le ministère de l'Agriculture et des Forêts sont logés au Palazzo Natella, dans la vieille ville, qui abrite également les bureaux de liaison avec le ministère de la Marine et le ministère de la Guerre (qui restent à Brindisi). Le ministère de la Justice est installé dans le palais de justice de la ville ; le sous-secrétariat des Postes et Télégraphes se trouve au Palazzo delle Poste, le ministère des Affaires étrangères au Palazzo Barone, le ministère des Finances dans le bâtiment des Corporations ; le ministère de l'Industrie et du Commerce est installé à Vietri sul Mare, dans les écoles primaires locales.
Le 11 février 1944, le premier gouvernement Badoglio s'installe à Salerne, avec la participation de deux ministres originaires de Salerne : Raffaele Guariglia, aux Affaires étrangères jusqu'au 11 février 1944, et à partir de cette date Giovanni Cuomo à l'Éducation nationale. Le mercredi 16 février 1944, le "Journal officiel" ne mentionne plus Brindisi comme lieu d'impression, mais la ville de Campanie.
Au mois d'avril suivant, le gouvernement Badoglio II est créé : le 27 avril 1944 se réunit le premier Conseil des ministres du gouvernement d'unité nationale après la chute du fascisme, premier pas vers la restauration de la démocratie en Italie.
Dans le cadre du nouveau gouvernement, le ministre Cuomo obtient la création du « Magistère  » de Salerne, dont le siège se trouve au Palazzo Pinto, dans l'ancienne Via dei Mercanti. Cela a marqué la renaissance des études universitaires à Salerne, après la dissolution de l'école de médecine de Salerne pendant la période napoléonienne et l'abolition du dernier vestige de l'université de Salerne par le ministre Francesco De Sanctis immédiatement après l'unification de l'Italie. Cuomo réussit à faire ouvrir une Faculté de Magistère à Salerne, la défendant contre les tentatives de suppression. Cette faculté, qui lui fut ensuite dédiée, devint le noyau constitutif de l'Université de Salerne ressuscitée.
Ivanoe Bonomi, devenu Premier ministre le 18 juin 1944, remplace Pietro Badoglio et réalise, avec Palmiro Togliatti, le Svolta di Salerno. La décision des communistes italiens (de créer un gouvernement d'unité nationale) est prise par Togliatti, justifiant l'entrée du Partito Comunista Italiano (Parti communiste italien - PCI) dans le gouvernement par la nécessité d'intensifier la guerre contre les Allemands, la démocratisation du pays et la réalisation de l'unité du peuple italien contre le projet anglais d'une Italie faible en Méditerranée.
Les Alliés, au cours de ces mois, font pression sur le roi d'Italie pour le faire abdiquer en faveur de son fils Umberto II.

« Le 10 avril 1944, les Britanniques Mac Millan (futur Premier ministre), Mac Farlane et Charles et l'Américain Murphy se rendent à Ravello et Salerne, et obligent le mécontent Victor Emmanuel III à nommer Umberto comme lieutenant. Dans un ultime sursaut, le roi parvient à obtenir un report de la nomination jusqu'à la libération de Rome le 4 juin. La disparition de Vittorio Emanuele III et le remplacement de Badoglio par le président du CLN, Bonomi, ouvrent une nouvelle phase, marquée par la collaboration entre le lieutenant Umberto di Savoia et les gouvernements exprimés par le CLN. La dynastie savoyarde a été substantiellement délégitimée. »

En effet, au début du mois de juin 1944, peu avant la libération de Rome, Vittorio Emanuele III à Salerne nomme son fils Lieutenant Général du Royaume sur la base des accords entre les différentes forces politiques qui formaient le Comité de Libération Nationale (Comitato di Liberazione Nazionale - CLN), qui prévoyaient de « geler » la question institutionnelle jusqu'à la fin du conflit. Umberto exerce donc les prérogatives du souverain sans toutefois posséder la dignité de roi, qui reste à Vittorio Emanuele III, qui demeure à Salerne. Il s'agit d'un compromis suggéré par l'ancien président de la Chambre des députés Enrico De Nicola, car les dirigeants des partis antifascistes auraient préféré l'abdication de Vittorio Emanuele III, la renonciation au trône par Umberto et la nomination immédiate d'un régent civil. Le lieutenant gagne rapidement la confiance des Alliés grâce à sa décision de maintenir la monarchie italienne sur des positions pro-occidentales.
En outre, la naissance de la Constitution de la République italienne a pratiquement eu lieu dans le Journal officiel du 8 juillet 1944, le dernier gouvernement Bonomi II à Salerne, qui contenait le texte de la loi reportant à la fin de la guerre la promulgation de l'Assemblée constituante et le référendum institutionnel connexe sur la monarchie ou la République.

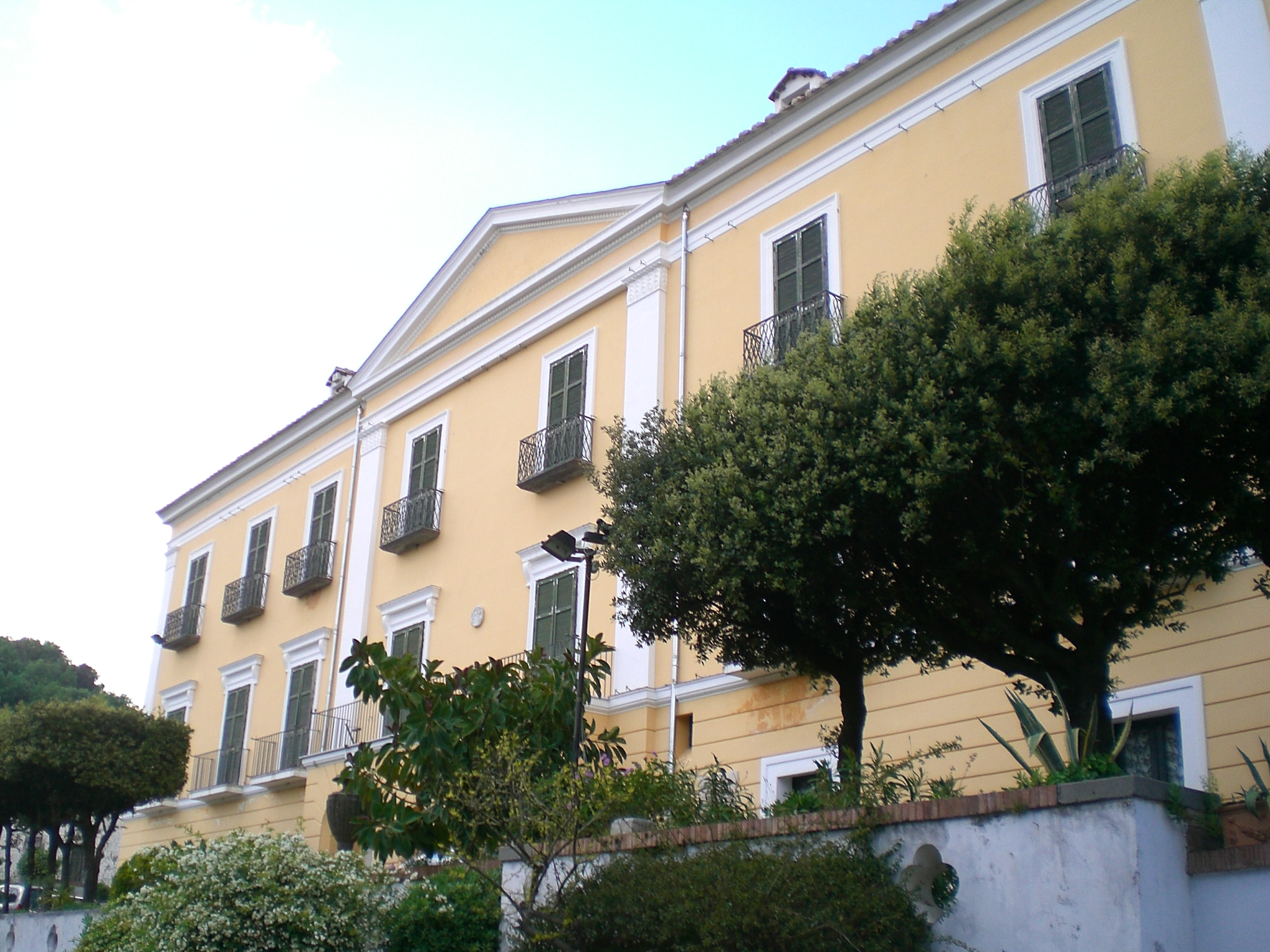
Villa Guariglia (Raito), où séjourna le roi Victor Emmanuel III.

L'historien Nicola Oddati explique : « Il n'est pas exagéré de penser que la Charte constitutionnelle a été conçue à Salerne, dans le Salone dei Marmi, le 22 juin 1944, lors de la première session du gouvernement dirigé par Ivanoe Bonomi et comprenant, entre autres, Benedetto Croce, Carlo Sforza, Meuccio Ruini, Alberto Cianca, Giuseppe Saragat, Alcide De Gasperi et Palmiro Togliatti, lorsque le chemin vers l'Assemblée constituante a été décidé à l'unanimité. »
Le 4 juin 1944, Rome est libérée par les Allemands, mais le gouvernement continue de se réunir à Salerne jusqu'au 15 juillet 1944, date à laquelle il s'installe effectivement à Rome.
Le roi Victor Emmanuel III, le 5 juin 1944, s'était retiré dans la vie privée, nommant son fils Umberto II de Savoie comme lieutenant général du royaume. Pendant ces mois, il séjourne à la Villa Guariglia, une villa aristocratique située à Raito (un hameau de Vietri sul Mare), dans la banlieue nord de Salerne. Alfonso Menna, qui était maire de Salerne dans les années 1950 (et le connaissait personnellement), avait l'habitude de dire que l'idée de construire le front de mer de Salerne venait aussi du roi d'Italie.

## Gouvernements de Salerne
Pendant la période constitutionnelle transitoire, il y a eu trois gouvernements à Salerne, les deux premiers sous Badoglio et le dernier sous Bonomi.
- Gouvernement Badoglio I.
  - Du 25 juillet 1943 (à Salerne à partir du 11 février 1944) au 17 avril 1944.
  - Président du Conseil des ministres : Pietro Badoglio.
  - Composition du gouvernement : gouvernement technique/militaire.
- Gouvernement Badoglio II.
  - Du 22 avril 1944 au 8 juin 1944.
  - Président du Conseil des ministres : Pietro Badoglio.
  - Composition du gouvernement : Gouvernement d'unité nationale (DC, PCI, PSIUP, PLI, PdA, PDL, techniciens et militaires).
- Gouvernement Bonomi II.
  - Du 18 juin 1944 au 12 décembre 1944 (à Salerne jusqu'au 15 juillet).
  - Président du Conseil des ministres : Ivanoe Bonomi (PDL).
  - Composition du gouvernement : DC, PCI, PSIUP, PLI, PdA, PDL.

## Source
- (it) Cet article est partiellement ou en totalité issu de l’article de Wikipédia en italien intitulé « Salerno Capitale » (voir la liste des auteurs).